# Медвежа (Дрогобицький район)
Медве́жа — село в Україні, у Дрогобицькому районі Львівської області. Орган місцевого самоврядування —  Дрогобицька міська громада. Населення становить 736 осіб.

## Населення
За даними всеукраїнського перепису населення 2001 року у селі мешкало 736 осіб.
Мова
Розподіл населення за рідною мовою за даними перепису 2001 року був наступним:
| українська | 735 | 99,86 |
| російська  | 1   | 0,14  |

## Пам'ятки, визначні місця

### Церква святого Миколая
Дерев'яна церква Святого Миколая збудована у 1872 році на місці давнішої. Будівля реставрована у 1930 році. Була зачинена у 1952—1972 роках. Церкву повернули громаді у 1990 році. Останній зовнішній ремонт провели у 2007 році. У 2012 році реставрували іконостас, наступного року — розписи в церкві. 13 червня 2013 року на свято Вознесіння Господнього у селі святкували 140-ліття церкви святого Миколая. На північ від церкви розташована дерев'яна двоярусна дзвіниця, яка ремонтована у 2003 році. Біля вівтаря церкви похований парох Медвежі о. Йосиф Мизь (1875-1950).

## Відомі люди
- Фридер Михайло Миколайович — український військовик, діяч ОУН, хорунжий УПА, командир сотні УПА «Сурма» та «Ударники-3». Загинув у селі.

## Галерея

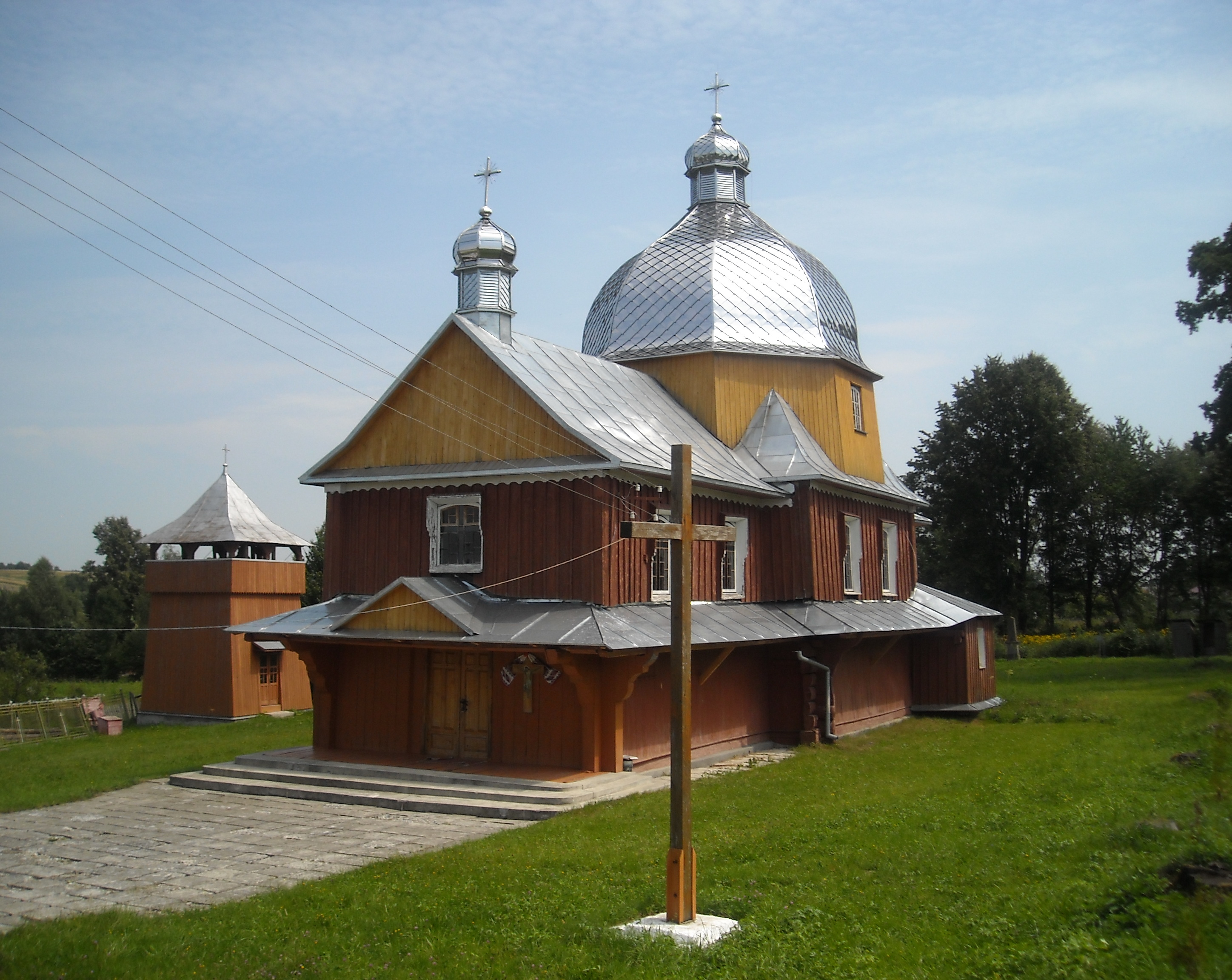
Церква святого Миколая
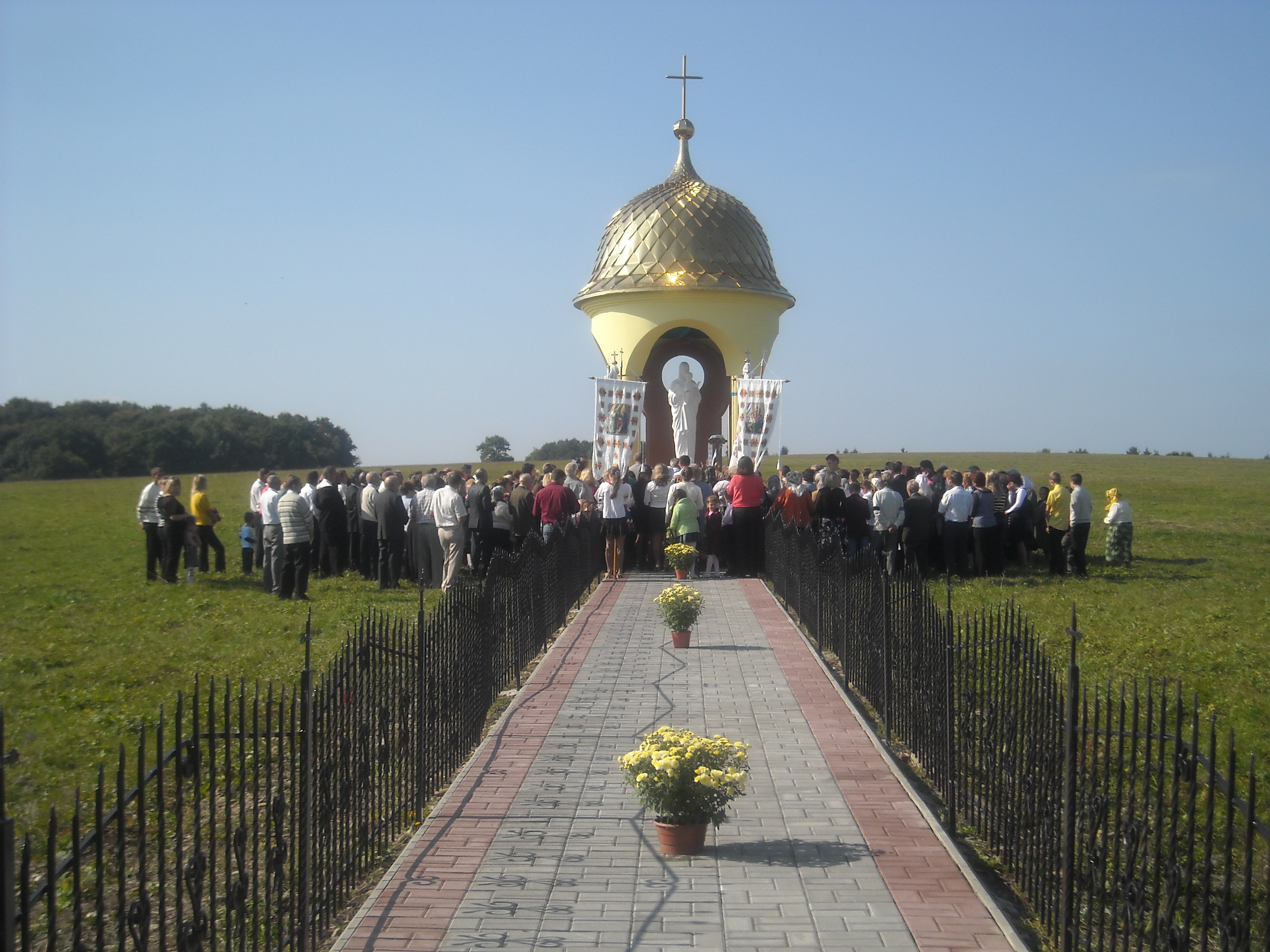
Фігура Матері Божої при в'їзді в село
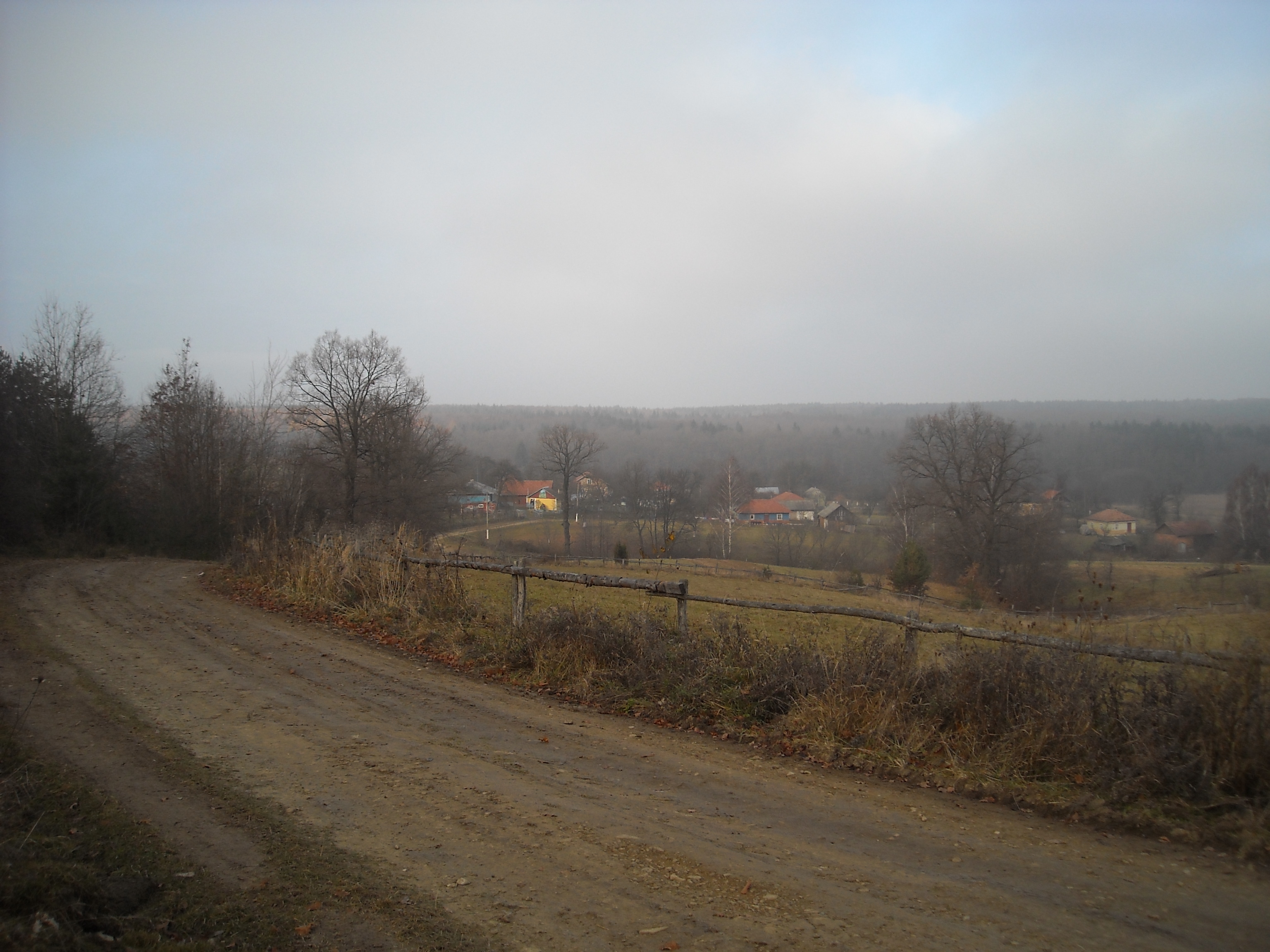
Солтинський лан
Пам'ятний хрест загиблих воїнів УПА (II лан)
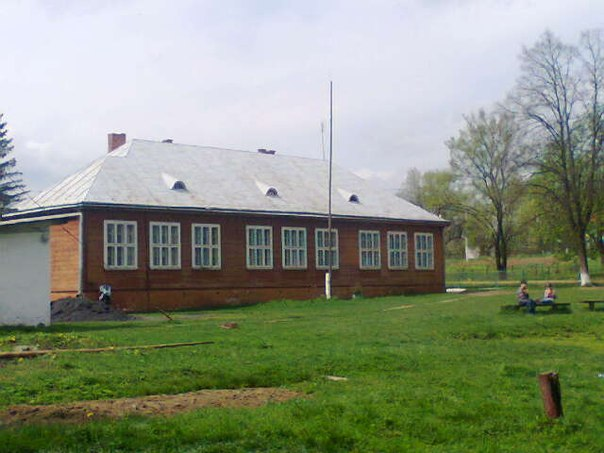
Медвежанська СЗШ I-II ст.